# Ahmad Jamal Trio Volume IV
Ahmad Jamal Trio Volume IV ist ein Jazzalbum des Pianisten Ahmad Jamal. Die Aufnahmen entstanden am 5. und 6. September 1958 im Spotlight Club, Washington DC und erschienen im selben Jahr bei Argo Records.

## Hintergrund
Das Livemitschnitt enthält Mitschnitte von einem Konzerts des Trios von Ahmad Jamal mit dem Bassisten Israel Crosby und dem Schlagzeuger Vernell Fournier. Weiteres Material dieses Konzerts erschien auf der Argo-Doppel-LP Portfolio of Ahmad Jamal. An denselben Tagen wurden weitere Stücke mitgeschnitten, die 1963 auf dem Argo-Album Poinciana erschienen. 2007 erschien die 2-CD-Edition Complete Live at the Spotlite Club 1958 (Gambit).

## Titelliste

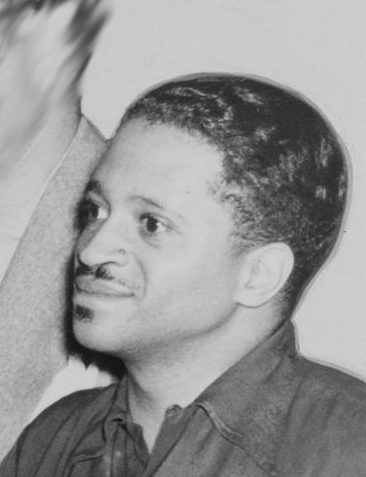
Israel Crosby

- The Ahmad Jamal Trio – Volume IV (Argo LP 636)[2]
  1. Taboo (Margarita Lecuona, Bob Russell) 3:55
  2. Should I (Nacio Herb Brown, Arthur Freed) 3:31
  3. Stompin’ at the Savoy (Edgar Sampson, Chick Webb, Benny Goodman, Andy Razaf) 4:15
  4. The Girl Next Door (Ralph Blane, Hugh Martin) 3:22
  5. I Wish I Knew (Mack Gordon, Harry Warren) 3:27
  6. Cheek to Cheek (Irving Berlin) 4:46
  7. Autumn in New York (Vernon Duke) 3:11
  8. Secret Love (Sammy Fain, Paul Francis Webster) 3:40
  9. Squatty Roo (Johnny Hodges) 2:14
  10. That’s All (Alan Brandt, Bob Haymes) 2:29

## Rezeption
Scott Yanow vergab an das Album in AllMusic 4½ (von fünf) Sterne und lobte: „Alle Aufnahmen von Jamal aus den 1950er Jahren sind sehr zu empfehlen, und diese enthält beeindruckende Versionen von Taboo, The Girl Next Door, Cheek to Cheek und Secret Love.“
Gerald Lascelles, der das Album im November 1959 im britischen Jazz Journal rezensierte, unternahm den Versuch, führende Jazzpianisten der Zeit mit einer Bemerkung zu versehen; so nennt er Thelonious Monk den „Denker“, Oscar Peterson „die Machine“, Erroll Garner den „Witz“, Count Basie den „Aufschneider“ und Duke Ellington „den Sucher“. Jamal müsse man hier als „den Wiederholer“ (the repeater) ergänzen, schrieb der Autor. Seiner Ansicht nach müsse Jamal für jeden, der Klischees hasst, das Risiko eingehen, auf dem Tiefpunkt zu landen, aber es gebe „in seinem Spiel eine unwiderstehliche Faszination“; das filigrane Maßwerk, das er um so banale Melodien wie „Should I“ und „Secret Love“ wickele, sei eine Hommage Jamals an seine Lehrer, mehr als an die Herrscher der Tin Pan Alley.
Ohne Frage sei Jamal ein Romantiker in den besten Traditionen von Chopin und Tschaikowski, schrieb Lascelles. „Er verlässt die Melodie selten, und wenn er es tut, ist es um der unbeschreiblichen Klischees willen, die ich zuvor erwähnt habe. Sie kommen unvermeidlich wie das Auftauen nach dem Schnee und lösen sich in Nichts auf. Als ich ihn kürzlich in New York hörte, beeindruckte er mich mit seinem Klangsinn, einer Spezialität, die Jazzpianisten oft fehlt, und mit seiner Ablehnung des Unnötigen.“ Dies sei der Grund für die ziemlich langen Pausen von Jamal, in denen er von einem der besten Bassisten in der Welt der kleinen Combos, Israel Crosby, komplett getragen werde. Das Schlagzeug von Vernell Fournier sei im Grunde genommen ein Füller, das selten mehr zum Beat beiträgt als der Bass. Bei Jamal gehe es nicht nur darum, was er einbringt, meint der Autor, um zu erleben, was er weglässt. Als Beispiel auf dem Album führt er den Eröffnungschorus von „Cheek to Cheek“ an; Jamals Einsatz von Blockakkorden à la Milt Buckner sei effektiv, wenn auch überraschend. Hervorhebenswert sei „Squatty Roo“ (ein Titel von Johnny Hodges aus dem Jahr 1941), eine unwahrscheinliche Aufnahme für einen Pianisten, bei der die Kraft der Wiederholung der Höhepunkt seiner Interpretation ist.
Ahmad Jamal gelang mit dem Album Volume IV die Platzierung in den amerikanischen Popcharts (#11). 1959 kam er mit Jamal at the Penthouse '59 erneut in die Popcharts (#32).